# ليليان أفيغبي
ليليان أفيغبي (بالإنجليزية: Lilian Afegbai)، هي مُمثلة ومُنتجة نيجيرية. فازت ليليان سنة 2018 بجائزة أفضل فيلم حول السكان الأصليين في السنة ضمن حفل توزيع جوائز أفريقيا ماجيك للمشاهدين.

## وصلات خارجية
- ليليان أفيغبي على موقع IMDb (الإنجليزية)